# André Guinier
André Guinier (Nancy, 1 de agosto de 1911 — Paris, 3 de julho de 2000) foi um físico francês.

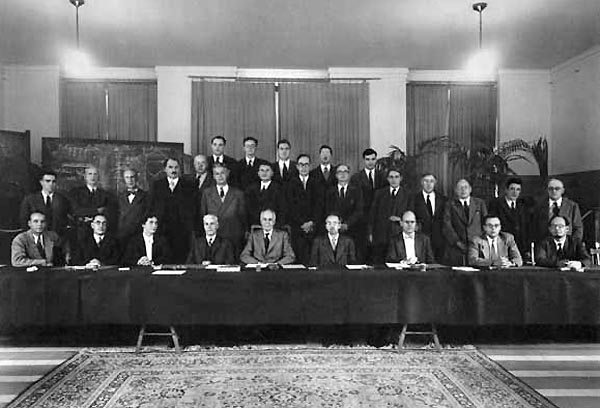
Conferência de Solvay sobre física em Bruxelas, 1951. Da esquerda para a direita, sentados: Crussaro, Norman Percy Allen, Yvette Cauchois, Borelius, William Lawrence Bragg, Christian Møller, Sietz, John Herbert Hollomon, Frank; fila do meio: Gerhart Rathenau,^{(nl)} Koster, Erik Rudberg,^{(sv)}, Flamache, Goche, Groven, Egon Orowan, Jan Burgers, William Bradford Shockley, André Guinier, C.S. Smith, Ulrich Dehlinger, Laval, Émile Henriot; fila superior: Gaspart, Lomer, Alan Cottrell, Georges Homes, Hubert Curien

Trabalhou com difração de raios X e física do estado sólido. Trabalhou no Conservatoire National des Arts et Métiers, depois na Universidade de Paris e então na Universidade Paris-Sul em Orsay. Foi eleito para a Académie des Sciences em 1991 e recebeu o Prêmio Gregori Aminoff em 1985.

## Publicações
- Guinier, André (1955) Small-angle scattering of X-rays. OCLC number: 01646250.